# Folkomröstningen 2017 om Kataloniens självständighet

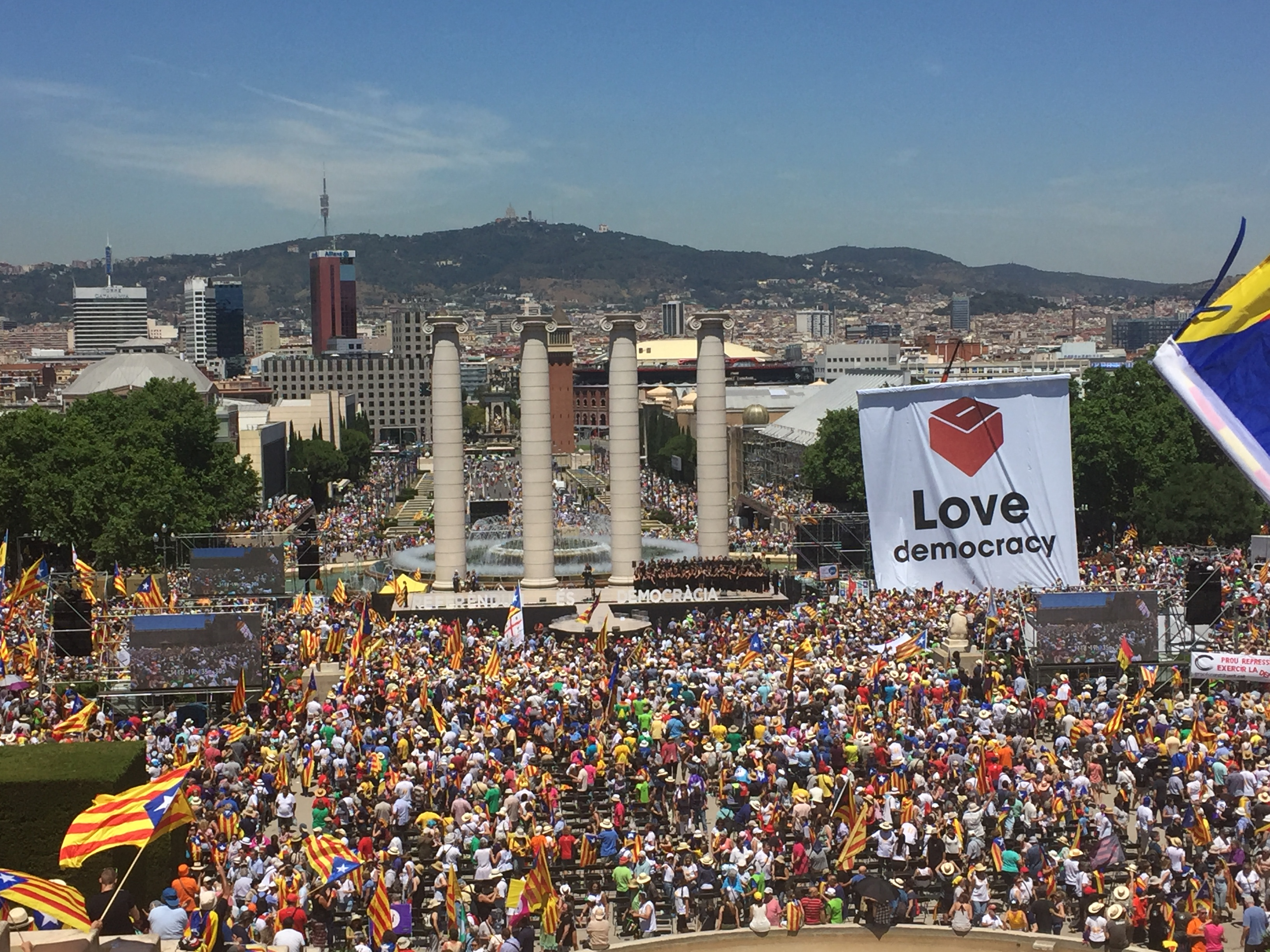
Politisk manifestation vid Montjuïc inför den kommande folkomröstningen (11 juni 2017).

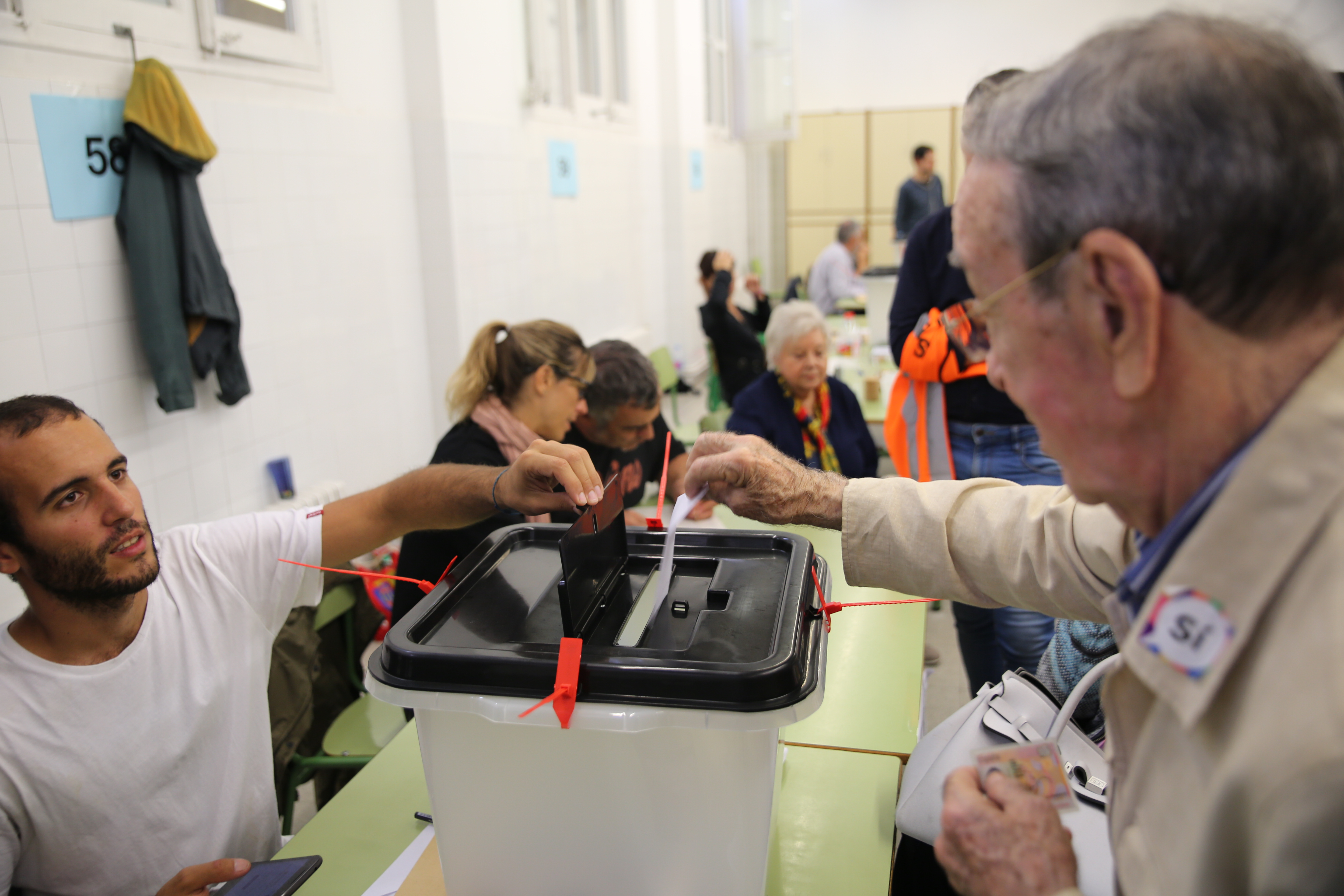
Bild från vallokal den 1 oktober.

Folkomröstningen 2017 om Kataloniens självständighet, skild från Spanien, ägde rum den 1 oktober 2017. Den var ensidigt utlyst av Kataloniens parlament och bar den officiella titeln Folkomröstning om Kataloniens självbestämmande (katalanska: Referèndum d'Autodeterminació de Catalunya). För att förhindra den ogiltigförklarade folkomröstningen från att genomföras hade Spanien skickat stora polisstyrkor till regionen, och valdagen omgavs av sammanstötningar mellan väljare och spansk polis. Enligt den slutliga röstsammanräkningen (offentliggjord 5 oktober) röstade knappt 2,3 miljoner katalaner, varav drygt 90 procent röstade för att låta utropa en självständig katalansk republik.
Spaniens regering har flera gånger klargjort att man motsätter sig alla ensidigt utropade folkomröstningar om självständighet från någon av dess regioner. Motiveringen är att Spaniens författning inte har regler om detta.

## Bakgrund
Relationerna mellan det regionala styret i Katalonien – Generalitat de Catalunya – och Spaniens regering har successivt försämrats under en lång följd av år.
I mitten av 00-talet sökte Katalonien ett utökat självstyre, med bland annat egna polisstyrkor och större ekonomisk frihet.
Den 10 juli 2010 hölls en demonstration i Barcelona för ökat katalanskt oberoende gentemot centralregeringen i Madrid. Enligt den lokala polisen deltog 1,1 miljon människor i demonstrationen och enligt arrangörerna omkring 1,5 miljoner.  Den Madrid-baserade dagstidningen El País uppskattade dock antalet demonstranter betydligt lägre, till 425 000 personer.
Den 9 november 2014 hölls en rådgivande folkomröstning (formulerad som en "deltagandeprocess"). Omröstningen hade förklarats olaglig av Spaniens författningsdomstol och omformulerades därför från referèndum (bindande folkomröstning) till consulta (rådgivande folkomröstning, opinionsundersökning) och slutligen till procés de participació ciutadana ("process med medborgardeltagande"). Ca 41 procent av de röstberättigade deltog i folkomröstningen och av dessa visade sig drygt 80 procent vara för självständighet.
Den spanska centralregeringen har även protesterat kraftigt mot folkomröstningen 2017 och förklarat den ogiltig. Den 20 september 2017, tio dagar före valet, inleddes dessutom Operation Anubis (spanska: Operación Anubis), en samlad spansk polisinsats riktad mot förberedelserna av folkomröstningen.  Polisinsatsen har lett till ett flertal gripanden av inblandade tjänstemän, husrannsakningar och beslagtaganden av miljontals röstsedlar. Vilket i sin tur lett till stora demonstrationer i katalanska städer och även en internationell oro över utvecklingen.
Demonstrationer mot Spaniens hantering av krisen arrangerades i bland annat Skottland och Belgien.

## Valdagen
Spaniens nationella polisstyrkor utökades fram till 1 oktober till minst 16 000. Under valdagen beslagtogs valurnor vid flera hundra vallokaler som i många fall "försvarades" av väljare. Den katalanska regionpolisen verkade för undvika konfrontationer mellan väljare och spansk (kravall)polis. Den nationella spanska – kravallutrustade – polisens försök att tränga in i vallokalerna ledde till minst 800 skadade, ett antal av dem via beskjutning med gummikulor.
Under valdagen beslagtogs valurnor vid flera hundra vallokaler som i många fall "försvarats" av väljare och politiskt aktiva sedan tidig morgon. Den katalanska regionpolisen agerade passivt, i syfte att upprätthålla allmän ordning, gjorde enheter ur Guàrdia civil och Policía Nacional ett antal räder mot väljare och sittande demonstranter som bevakade vallokalerna. 
Den spanska polisens letande efter urnor, valsedlar och röstlistor dagarna innan hade gett små effekter. Valurnorna hade specialbeställts från Kina och importerats via franska Marseille och ett antal diskreta biltransporter över den fransk-spanska gränsen. Kostnaden för de 10 000 urnorna i plast var motsvarande 1 miljon svenska kronor, och beställningen hade gjorts redan i början av sommaren.
Enligt den slutliga röstsammanräkningen avlämnades drygt 2,286 miljoner röster, varav 90,18 procent röstade för ja och cirka 7,83 procent för nej. Vid cirka 200 vallokaler konfiskerades rösterna, valurnorna eller omöjliggjordes valet på grund av polisinsatser, motsvarande cirka 770 000 potentiella röstande. Dessutom konfiskerade folkomröstningsmaterial veckorna före valdagen vid ett stort antal tillfällen.
|                    | Ja        | Ja        | Nej     | Nej       | Blankröster | Blankröster |
| Region             | antal     | andel (%) | antal   | andel (%) | antal       | andel (%)   |
| ------------------ | --------- | --------- | ------- | --------- | ----------- | ----------- |
| Alt Pirineu i Aran | 26 674    | 93,87     | 1 350   | 4,75      | 391         | 1,38        |
| Barcelona          | 1 239 232 | 87,80     | 138 759 | 9,83      | 33 418      | 2,37        |
| Camp de Tarragona  | 142 386   | 92,61     | 8 897   | 5,79      | 2 464       | 1,60        |
| Catalunya Central  | 205 285   | 94,70     | 8 638   | 3,98      | 2 840       | 1,31        |
| Girona             | 244 758   | 94,86     | 10 140  | 3,93      | 3 131       | 1,21        |
| Lleida             | 118 799   | 93,69     | 6 274   | 4,95      | 1 730       | 1,36        |
| Terres de l’Ebre   | 62 652    | 93,51     | 3 434   | 5,13      | 916         | 1,37        |
| Utlandsröster      | 4 252     | 98,13     | 55      | 1,27      | 23          | 0,53        |
| Totalt             | 2 044 038 | 90,18     | 177 547 | 7,83      | 44 913      | 1,98        |

Fler röstade för självständighet på landsbygden samt i det inre av Katalonien. Andelen Ja-röster spände från 100 procent (samtliga 53 avlagda röster, i Castell de l'Areny) till cirka 80 procent (flera kommuner i Barcelonaregionen). Den största andelen av de icke-röstande deltog dock inte i folkomröstningen. Valresultatet rapporterades i första hand per vegueria, och andelen röstande varierande mellan 36,82 procent i Camp de Tarragona till 58,15 procent i Centrala Katalonien.
Totalt röstade 2 044 038 katalaner i omröstningen, av 5 313 564 röstberättigade. Röstning arrangerades i 948 kommuner. 2 243 vallokaler ställdes till förfogande, varav cirka 200 kunde stängas på order av polis (efter domstolsbeslut).

## Reaktioner

### Katalonien
Kataloniens president Carles Puigdemont framhöll att folkomröstningen visat att Katalonien "vunnit rätten att bli en självständig stat".
Borgmästaren i Barcelona, Ada Colau, uppmanade (med syftning på de hårda polisingripandena) Spaniens premiärminister Mariano Rajoy att avgå. I Kataloniens TV3 sa hon att Rajoy var feg som gömde sig bakom det juridiska och att han gått över gränsen genom att tillåta polisaktionerna mot vanliga människor som försvarade sina fundamentala rättigheter. Hon betonade också att EU borde uttrycka sin mening kring detta agerande.

### Övriga Spanien
Spaniens kung, Felipe VI, gjorde ett uttalande med anledning av folkomröstningen. Han menade att de som arrangerade detta äventyrade landets nationella stabilitet. Översatt till svenska sa han: "Med deras beslut har de systematiskt underminerat det lagliga och legitima regelverket, och visat en oacceptabel illojalitet gentemot statens representanter – en stat som representerar Kataloniens intressen".
Premiärminister Mariano Rajoy förklarade att det inte hade ägt rum någon folkomröstning.

### Utrikes
Kommentarerna från utländska politiska ledare var försiktiga, och de flesta ansåg att det skedda var en intern spansk angelägenhet. Belgiens premiärminister Charles Michel, samt ett antal regionala ledare och nationella oppositionspolitiker, fördömde dock den spanska polisens våld. Det generella budskapet var också att de båda sidorna i konflikterna måste börja förhandla, för att kunna avstyra en fördjupning av den värsta politiska krisen i Spanien sedan 1981 års statskupp.
I Sverige hade Dagens Nyheters ledarsida dagen efter folkomröstningen en kritisk artikel med rubriken "Ansvarslöshet i kubik". I artikeln framhölls att Katalonien redan idag har ett långtgående självstyre och att folkomröstningen "saknade all form av politisk och juridisk legitimitet"; konstitutionen stadgar att landet är odelbart och eftersom författningsdomstolen fastslagit att folkomröstningen bröt mot konstitutionen. Ledarartikeln menade i övrigt att övervåldet från polisernas sida spelade separatisterna i händerna, något som beklagades eftersom "både Katalonien och hela Spanien skulle förlora på en skilsmässa".
Liknande kommentarer, att folkomröstningen var olaglig men att Spaniens hantering av krisen förvärrade det hela, hördes från stora delar av den internationella pressen. Brittiska BBC frågde sig om regionen verkligen ville lämna Spanien (med de svårigheter som detta skulle medföra), medan CNN försökte bilda sig en uppfattning om en konflikt som tidigare inte varit så känd i USA. Al Jazeera försökte förklara båda sidornas huvudargument (den folkrättsliga katalanska, liksom den spanska juridiska). The Independent oroade sig för turisternas situation mitt i tumultet, samtidigt som The Guardian påminde om risken för att den katalanska självständighetsrörelsen skulle kunna bringa mer oreda genom att uppmuntra separatistiska rörelser i andra europeiska regioner.

## Bildgalleri

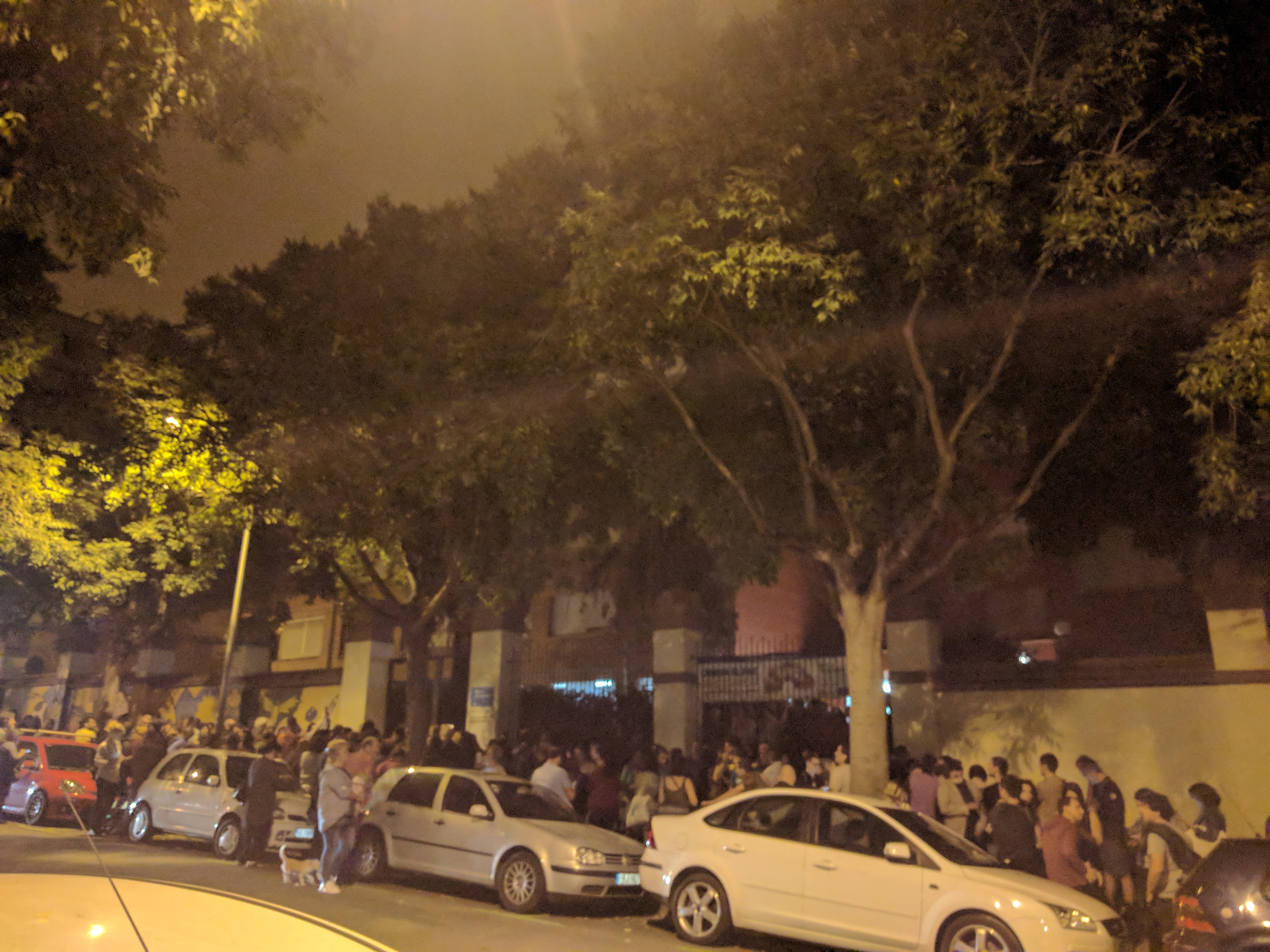
Folksamling tidig morgon för att försvara en vallokal mot angrepp.
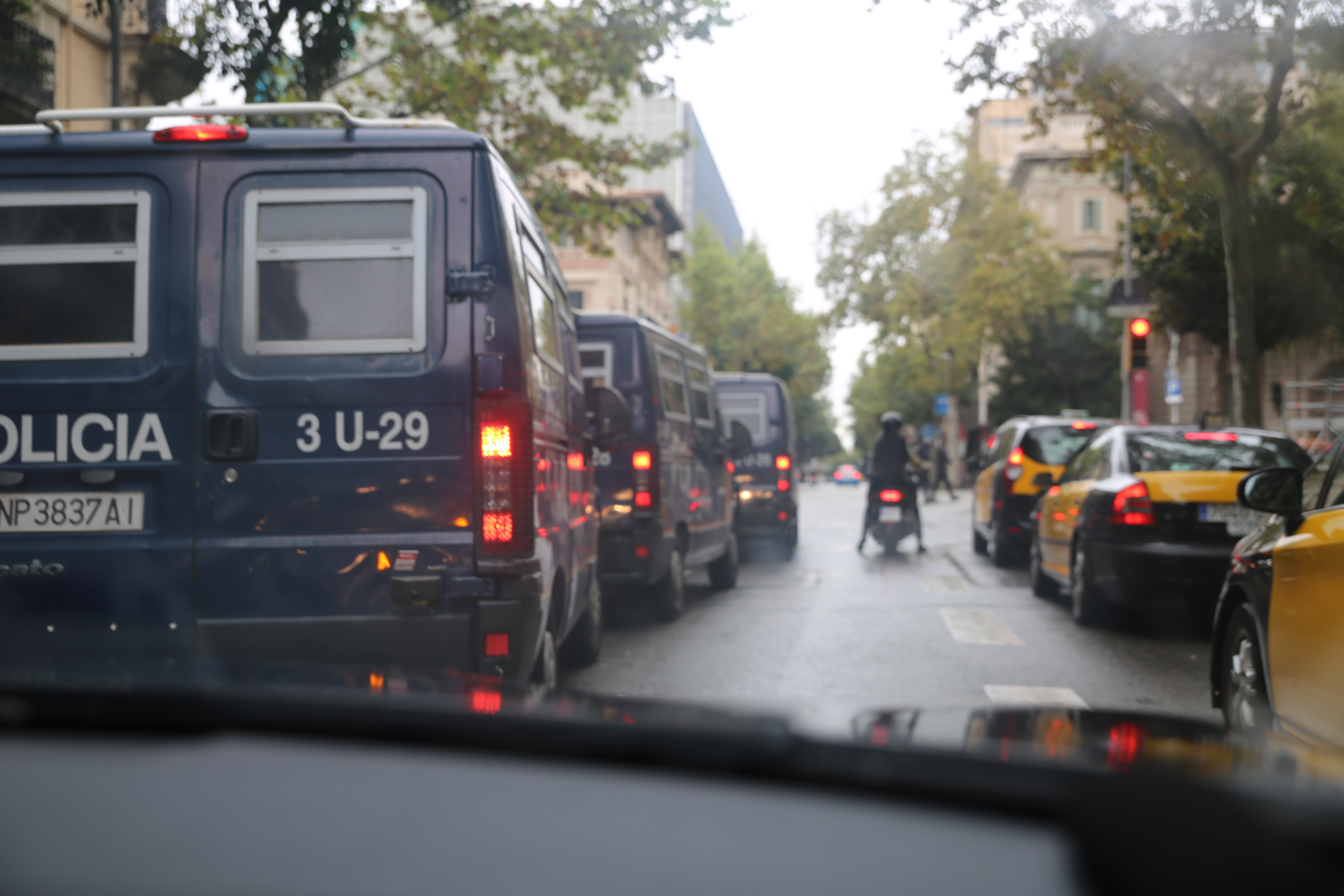
Spanska polisfordon den 1 oktober, i Barcelona.
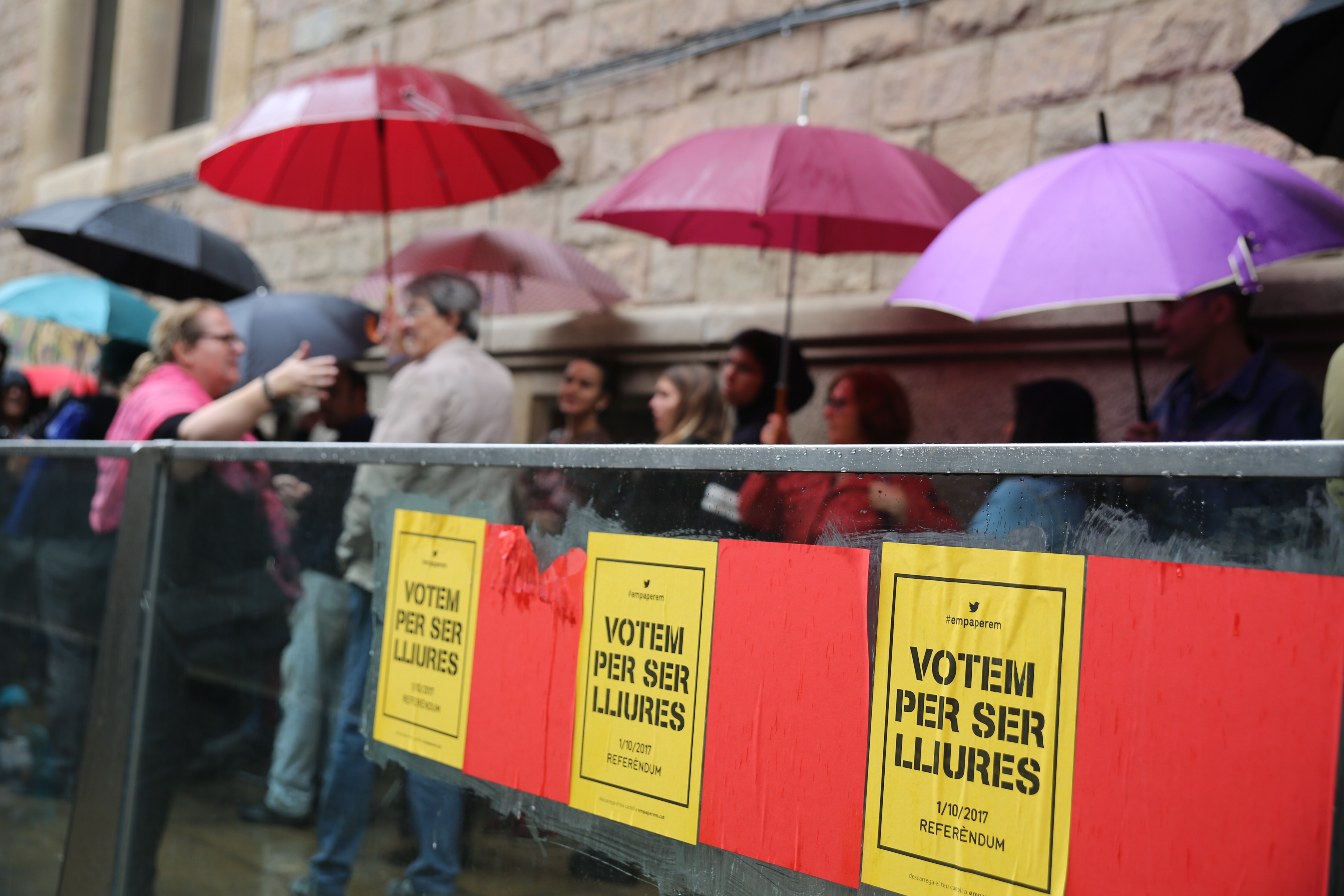
1 oktober var en regnig dag i Barcelona.[g]

## Efterspel
Det klara utslaget i folkomröstningen ledde självständighetspartierna vidare i sina planera på utropandet av en självständig stat. Det totalt sett låga deltagandet i omröstningen sågs av andra som ett underkännande av omröstningens betydelse. Ett år efter 1 oktober 2017 skedde gatudemonstrationer med bland annat tusentals studenter i olika katalanska städer, samtidigt som den katalanska regionregeringen sågs i ceremonier till minne av dagen.
Ett antal katalanska orter har låtit allmänna platser få namn efter folkomröstningsdatumet. Detta inkluderar Girona (Plaça de l'1 d'Octubre del 2017, sedan februari 2018 och med Plaça Constitució som tidigare namn), Vilanova i la Geltrú (Plaça de l'1 d'Octubre), Montblanc (tidigare plaça nova de Sant Miquel) och L'Espluga de Francolí.